# LGBT文學
LGBT文學，或稱同志文學，為臺灣文學史中的一種分類，凡是從同志觀點覺得能發生意義，其主題坦白或隱晦地展現出「同志的情思、欲望、行動或人際關係」，定位在「關注同志議題」的文類都可納入。
同志文學不該以作者是否為同志作為界定，而是任何性別認同、性向、身份……的人，只要其作「願意擁抱同志、書寫同志」，皆能歸屬。